# Juliidae
Juliidae is een familie van weekdieren uit de klasse van de Gastropoda (slakken).

## Onderfamilies
- Bertheliniinae Keen & A. G. Smith, 1961
- Juliinae E. A. Smith, 1885